# Saint-Pantaléon, Lot
Saint-Pantaléon är en kommun i departementet Lot i regionen Occitanien i södra Frankrike. Kommunen ligger i kantonen Montcuq som tillhör arrondissementet Cahors. År 2018 hade Saint-Pantaléon 276 invånare.

## Befolkningsutveckling
Antalet invånare i kommunen Saint-Pantaléon
| Referens: INSEE |